# Liste der Monuments historiques in Douarnenez
Die Liste der Monuments historiques in Douarnenez führt die Monuments historiques in der französischen Gemeinde Douarnenez auf.

## Liste der Bauwerke
| Bezeichnung                  | Beschreibung                               | Standort                                  | Kennzeichnung | Schutzstatus | Datum     | Bild           |
| ---------------------------- | ------------------------------------------ | ----------------------------------------- | ------------- | ------------ | --------- | -------------- |
| Ehemalige Seemannsunterkunft |                                            | 51, rue Henri-Barbusse (Lage)             | PA29000061    | Inscrit      | 2007      | weitere Bilder |
| Kapelle Sainte-Croix         |                                            | Rue de Kerlouarnec (Lage)                 | PA00089909    | Inscrit      | 1932      |                |
| Kapelle Ste-Hélène           |                                            | Rue Anatole-France (Lage)                 | PA00089910    | Inscrit      | 1932 2012 | weitere Bilder |
| Kapelle St-Jean              |                                            | Place Saint-Jean (Lage)                   | PA00089911    | Classé       | 1924      |                |
| Kapelle St-Michel            |                                            | Place Saint-Michel Rue du Port-Rhu (Lage) | PA00089912    | Classé       | 1957      | weitere Bilder |
| Kirche St-Herlé in Ploaré    |                                            | Place Jean-Gouill (Lage)                  | PA00089913    | Classé       | 1910      | weitere Bilder |
| Kirche St-Jacques            |                                            | Rue de la Paix (Lage)                     | PA00135264    | Inscrit      | 1995      | weitere Bilder |
| Tempel von Trégouzel         | Ruine eines gallo-römischen Umgangstempels | Chemin de Trégouzel (Lage)                | PA00089914    | Classé       | 1980      | weitere Bilder |

## Liste der Objekte
- Monuments historiques (Objekte) in Douarnenez in der Base Palissy des französischen Kultusministeriums